# Campeonato Africano de Atletismo de 2010 - 800 m feminino
A prova dos 800 metros feminino do Campeonato Africano de Atletismo de 2010 foi disputada entre os dias 31 de julho e 1 de agosto de 2010 em Nairóbi,  no Quênia. 

## Recordes
Antes desta competição, os recordes mundiais e do campeonato nesta prova eram os seguintes:
|                       | Nome                  | Nacionalidade   | Tempo     | Local   | Data                 |
| --------------------- | --------------------- | --------------- | --------- | ------- | -------------------- |
| Recorde mundial       | Jarmila Kratochvílová | Tchecoslováquia | 1m 53s 28 | Munique | 26 de julho de 1983  |
| Recorde do campeonato | Maria Mutola          | Moçambique      | 1m 56s 36 | Durban  | 27 de junho de 1993  |
| Recorde africano      | Pamela Jelimo         | Quênia          | 1m 54s 01 | Zurique | 29 de agosto de 2008 |

## Medalhistas
| Ouro               | Prata                  | Bronze               |
| Zahra Bouras (ALG) | Janeth Jepkosgei (KEN) | Malika Akkaoui (MAR) |

## Cronograma
Todos os horários são locais (UTC+3).
| Data        | Hora  | Evento  |
| ----------- | ----- | ------- |
| 31 de julho | 15:45 | Bateria |
| 1 de agosto | 15:15 | Final   |

## Resultados

### Bateria
Qualificação: 3 atletas de cada bateria  (Q) mais os 2 melhores qualificados (q).
| Posição | Bateria | Atleta            | Nacionalidade                  | Tempo   | Notas |
| ------- | ------- | ----------------- | ------------------------------ | ------- | ----- |
| 1       | 1       | Janeth Jepkosgei  | Quênia                         | 2:01.50 | Q     |
| 2       | 1       | Malika Akkaoui    | Marrocos                       | 2:02.24 | Q     |
| 3       | 1       | Zahra Bouras      | Argélia                        | 2:02.88 | Q     |
| 4       | 1       | Mapaseka Makhanya | África do Sul                  | 2:05.39 | q     |
| 5       | 1       | Leonor Piuza      | Moçambique                     | 2:07.35 | q     |
| 6       | 2       | Halima Hachlaf    | Marrocos                       | 2:08.04 | Q     |
| 7       | 2       | Btissam Lakhouad  | Marrocos                       | 2:08.42 | Q     |
| 8       | 2       | Winny Chebet      | Quênia                         | 2:08.50 | Q     |
| 9       | 2       | Eunice Sum        | Quênia                         | 2:08.71 |       |
| 10      | 2       | Nazret Weldu      | Eritreia                       | 2:09.24 |       |
| 11      | 2       | Annabelle Lascar  | Ilhas Maurícias                | 2:11.82 |       |
| 12      | 2       | Mulu Diriba       | Etiópia                        | 2:14.56 |       |
| 13      | 1       | Zenebech Olamo    | Etiópia                        | 2:14.67 |       |
| 14      | 1       | Goitseone Seleka  | Botswana                       | 2:31.74 |       |
| 98 !    | 2       | Ngambo Mujinga    | República Democrática do Congo | DNF     |       |
| 99 !    | 1       | Alwaia Andal      | Sudão                          | DNS     |       |

### Final
| Posição           | Atleta            | Nacionalidade | Tempo   | Notas           |
| ----------------- | ----------------- | ------------- | ------- | --------------- |
| Medalha de ouro   | Zahra Bouras      | Argélia       | 2:00.22 |                 |
| Medalha de prata  | Janeth Jepkosgei  | Quênia        | 2:00.50 |                 |
| Medalha de bronze | Malika Akkaoui    | Marrocos      | 2:01.01 | Recorde pessoal |
| 4                 | Btissam Lakhouad  | Marrocos      | 2:01.75 |                 |
| 5                 | Winny Chebet      | Quênia        | 2:03.02 |                 |
| 6                 | Mapaseka Makhanya | África do Sul | 2:04.91 |                 |
| 7                 | Leonor Piuza      | Moçambique    | 2:08.45 |                 |
| 8 !               | Halima Hachlaf    | Marrocos      | DNF     |                 |

Legenda
| Recorde mundial       | Recorde mundial (World record)               |                       | Recorde africano                      | Recorde africano (African) |                                           | Q | Classificado por posição (Qualified) |
| Recorde do campeonato | Recorde do campeonato (Championship record)  | Recorde da América    | Recorde da América (Americas)         | q                          | Classificado por melhor tempo (Qualified) |   |                                      |
| Melhor marca do ano   | Melhor marca do ano (World leading)          | Recorde asiático      | Recorde asiático (Asian)              | DNS                        | Não largou (Did not start)                |   |                                      |
| Recorde nacional      | Recorde nacional (National record)           | Recorde europeu       | Recorde europeu (European)            | DNF                        | Não terminou (Did not finish)             |   |                                      |
| Recorde pessoal       | Recorde pessoal do atleta (Personal best)    | Recorde da Oceania    | Recorde da Oceania (Oceania)          | DSQ / DQ                   | Desclassificado (Disqualified)            |   |                                      |
| Recorde da temporada  | Recorde da temporada do atleta (Season best) | Recorde sul-americano | Recorde sul-americano (South America) | NM                         | Sem marca (No mark)                       |   |                                      |